# Kloster Unser Lieben Frauen

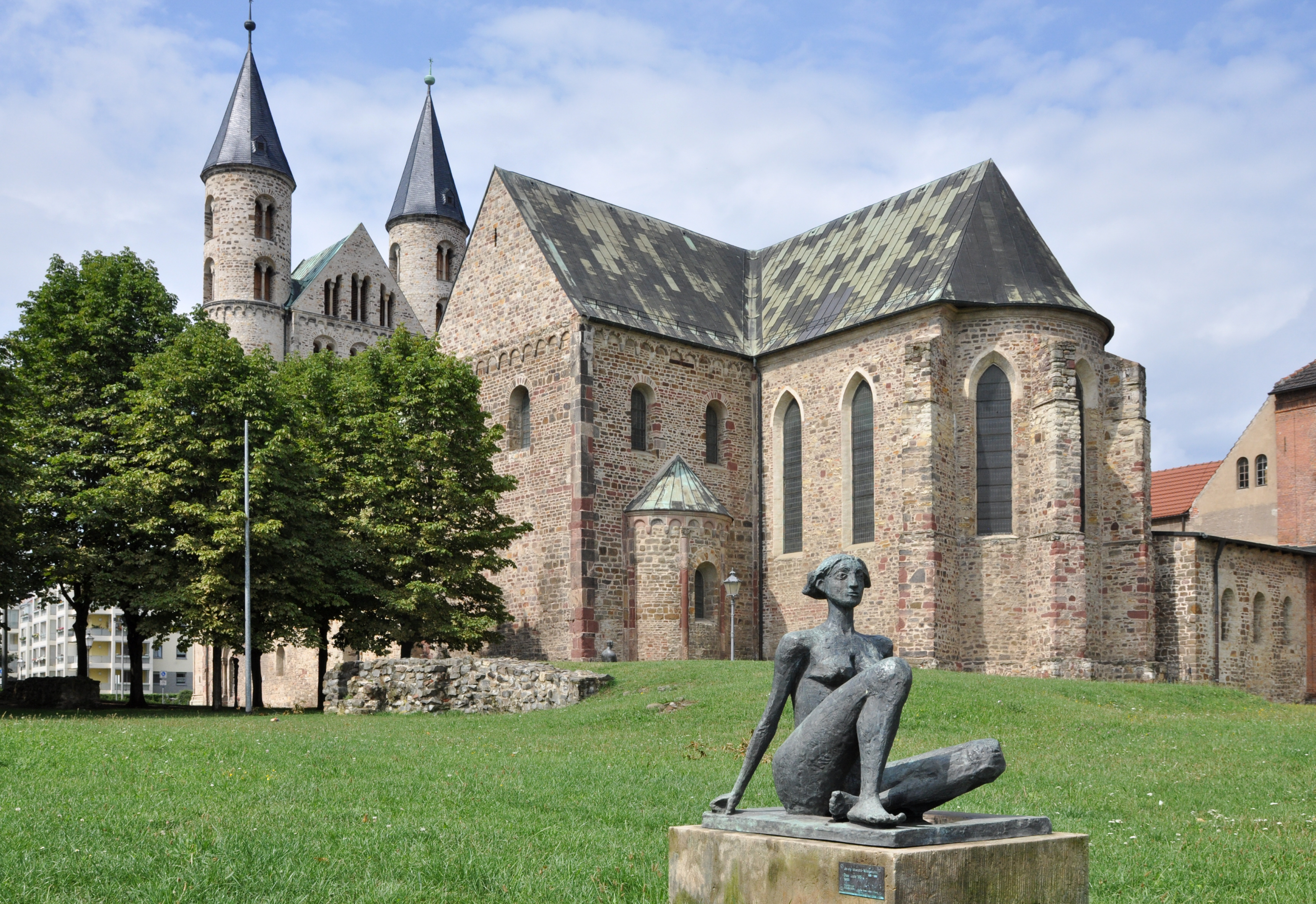
Het kloostergebouw, gezien vanuit het zuidoosten, met op de voorgrond het plastiek „Das Jahr '65“ van Jenny Mucchi-Wiegmann

Het Kloster Unser Lieben Frauen is een klooster in de oude binnenstad van Maagdenburg, Duitsland. Het romaanse gebouw bevindt zich naast de Maagdenburger Dom. In het klooster bevindt zich een museum voor hedendaagse kunst.